# Wierch Harnasie
Wierch Harnasie (ang. Harnasie Hill) - wzgórze na Wyspie Króla Jerzego w południowej części półwyspu Kraków Peninsula, pomiędzy Lodowcem Pendereckiego a Lodospadem Szymanowskiego. Wznosi się na ok. 250 m n.p.m. ponad przylądkiem Cape Syrezol. 
Nazwa nadana przez polską ekspedycję antarktyczną nawiązuje do utworu Harnasie Karola Szymanowskiego.